# Dragoni (Włochy)
Dragoni – miejscowość i gmina we Włoszech, w regionie Kampania, w prowincji Caserta.
Według danych na rok 2004 gminę zamieszkiwało 2108 osób, 84,3 os./km².